# Plesiosauridae
Plesiosauridae – rodzina plezjozaurów z grupy Plesiosauroidea. Została nazwana w 1825 roku przez Johna Edwarda Graya. 
Według analizy filogenetycznej przeprowadzonej przez Franka O’Keefe’a  Plesiosaurus dolichodeirus, gatunek typowy rodziny, był najbliżej spokrewniony z Hydrorion brachypterygius i Seeleyosaurus guilelmiimperatoris (przez autora uznawanymi za gatunki z rodzaju Plesiosaurus), a te trzy gatunki stanowiły grupę siostrzaną dla wszystkich pozostałych Plesiosauroidea. Niektórzy autorzy zaliczali do Plesiosauridae rodzaje Plesiosaurus i Attenborosaurus. Według definicji filogenetycznej przedstawionej  przez Ketchuma i Bensona grupa Plesiosauridae obeujmuje wszystkie plezjozaury bliżej spokrewnione z Plesiosaurus dolichodeirus niż z Cryptoclidus eurymerus, Elasmosaurus platyurus, Leptocleidus superstes lub Polycotylus latipinnis. Autorzy przeprowadzili analizę filogenetyczną zgodnie z którą do tak definiowanych Plesiosauridae należą Plesiosaurus dolichodeirus i gatunki włączane dawniej do rodzaju Plesiosaurus, czyli Hydrorion brachypterygius, Seeleyosaurus guilelmiimperatoris i Occitanosaurus tournemirensis, oraz Microcleidus homalospondylus. Grupę taką wspierają cztery niedwuznaczne synapomorfie. Do Plesiosauridae nie należał natomiast Attenborosaurus conybeari, który był jednym z nielicznych plezjozaurów, które oddzieliły się od linii ewolucyjnej Plesiosauria przed jej podziałem na Plesiosauroidea i Pliosauroidea.
Kladogram Plesiosauridae według Ketchuma i Bensona (2010)
|  | \| \| Hydrorion \| \| \| \| \| \| Occitanosaurus \| \| \| \| |
|  |                                                              |
|  | Microcleidus                                                 |
|  |                                                              |
|  | Hydrorion                                                    |
|  |                                                              |
|  | Occitanosaurus                                               |
|  |                                                              |

|  | Hydrorion      |
|  |                |
|  | Occitanosaurus |
|  |                |

|  | Plesiosaurus  |
|  |               |
|  | Seeleyosaurus |
|  |               |

|  | \| \| Hydrorion \| \| \| \| \| \| Occitanosaurus \| \| \| \| |
|  |                                                              |
|  | Microcleidus                                                 |
|  |                                                              |
|  | Hydrorion                                                    |
|  |                                                              |
|  | Occitanosaurus                                               |
|  |                                                              |

|  | Hydrorion      |
|  |                |
|  | Occitanosaurus |
|  |                |

|  | Plesiosaurus  |
|  |               |
|  | Seeleyosaurus |
|  |               |